# Simone Boldini
Simone Boldini (Ghedi, 23 maggio 1954) è un allenatore di calcio ed ex calciatore italiano, di ruolo difensore, tecnico dell'Olginatese.

## Caratteristiche tecniche
Difensore di fascia, sovente veniva utilizzato anche in marcatura.

## Carriera

### Giocatore
Cresce tra le file del Milan, che lo cede in prestito allo Spezia prima e al Como poi. Con i lariani esordisce in Serie A nella stagione 1975-1976 (il 5 ottobre 1975 in Napoli-Como 1-0), al termine della quale ritorna a vestire la maglia dei rossoneri di Milano.
Con questi ultimi disputa tre stagioni, vincendo uno scudetto nel 1978-1979. L'anno successivo si trasferisce all'Ascoli, dove disputa altre quattro stagioni nel massimo campionato. Senza mai scendere di categoria veste le maglie di Napoli e Atalanta, entrambe per due anni. Chiude la carriera nella Nuova Pistoiese in Serie D.

### Allenatore
Ha diretto diverse squadre tra le quali Monza , Milan U19 e Como. Dal 20 novembre 2007 ricopre il ruolo di allenatore del Lugano nella Challenge League del campionato elvetico. Nella stagione 2008-2009 perde lo spareggio promozione per la massima serie con il Lucerna. Nella stagione 2009-2010 viene sollevato dall'incarico nel maggio 2010. Il 13 ottobre 2010 diventa il l'allenatore dell'Associazione Calcio Renate, squadra militante in Lega Pro Seconda Divisione.
Nell'estate 2011 è diventato l'allenatore della Tritium, squadra militante in Lega Pro Prima Divisione: il 28 aprile 2012 è stato sollevato dall'incarico, avendo raccolto soltanto 10 punti nel girone di ritorno. Nel maggio 2013 è ritornato al Renate, subentrando ad Antonio Sala al termine della stagione regolare, prima dell'inizio dei play-off promozione di Lega Pro Seconda Divisione; il Renate viene tuttavia eliminato dal Venezia.
Nel 2014-2015 il Renate viene ammesso nella Lega Pro unica, terzo livello del calcio professionistico, piazzandosi al 14º posto. Il 7 dicembre 2015, dopo un negativo inizio di campionato (nove punti ottenuti in 14 gare), viene esonerato. Dal 2023 all'Arcellasco

## Palmarès

### Giocatore

#### Competizioni nazionali
- Campionato italiano: 1

Milan: 1978-1979
- Coppa Italia: 2

Milan: 1971-1972, 1976-1977
- Campionato Interregionale: 1

Saronno: 1989-1990
- Torneo di Capodanno: 1

Ascoli: 1981